# Edward L. Mockford
Edward L. Mockford, né le 16 juin 1930, est un entomologiste américain.
Il écrit de nombreux articles scientifiques, notamment sur les insectes de l'ordre des psocoptères.

## Publications
- (en) Edward L. Mockford, A Brief Account of the Life of the Late Dr. Kathryn Sommerman, vol. 2, Université d'État de l'Illinois, Psocid News (lire en ligne)
- (en) Edward L. Mockford, The genus Caecilius (Psocoptera: Caeciliidae) Part III. The North American species of the alcinus, caligonus, and subflavus groups, vol. 95 (1), Transactions of the American Entomological Society, American Entomological Society, mars 1969 (JSTOR i25077970)
- (en) Edward L. Mockford, A new species of Dicopomorpha (Hymenoptera: Mymaridae) with diminutive, apterous males, vol. 90, Société d'entomologie d'Amérique, 1997 (lire en ligne), p. 115-120
- (en) Edward L. Mockford, A classification of the psocopteran family Caeciliusidae (Caeciliidae auct.), vol. 125, Transactions of the American Entomological Society (no 4), 1999, p. 325-417